# Unge Andersen
Unge Andersen è un film del 2005 diretto da Rumle Hammerich.
Pellicola biografica che, nel duecentesimo della nascita di Hans Christian Andersen, narra le vicende dello scrittore danese da giovane, delle sofferenze vissute per trovare la propria strada, delle fatiche negli studi e di un rimorso che lo accompagnò fino all'età adulta.
Il film, tratto dall'autobiografia dello stesso Andersen, uscì anche in una versione televisiva in due parti.

## Trama
Hans Christian Andersen sta per morire. Ad assisterlo c'è una giovane infermiera che non capisce come un uomo di così grande successo possa mostrare tanti rimorsi e fatichi a raccontare con piacere il proprio passato. 
Comincia così il racconto di quando, diciassettenne, a Copenaghen, il giovane Hans Christian fosse tormentato dal non riuscire a trovare la sua strada nel mondo. Dimostratosi privo di talento per il canto, per il ballo e per la recitazione, il ragazzo si dedicò alla scrittura dove dimostrò di avere talento, soprattutto grazie ad una fervida immaginazione. Gli mancava però quasi totalmente l'istruzione, per via delle sue umilissime origini. Dunque con l'intercessione della giovane e ricca Henriette Wulff e del direttore teatrale Jonas Collin, il giovane Andersen ottiene una borsa di studio direttamente dal Re di Danimarca, che lo impegnerà a formarsi per quattro anni alla scuola del severissimo preside Meisling.
Avendo un nonno affetto da gravi problemi psichiatrici, Hans Christian, è guardato con particolare attenzione e forse pregiudizio. Il suo insegnante Meisling è inoltre convinto che l'immaginazione e la follia siano pericolosamente imparentate e quindi impedisce categoricamente al suo allievo di darsi alla poesia, forzandolo ad uno studio intenso del latino. Ma Andersen amava la poesia e odiava il latino, per cui lo scontro con il suo insegnante divenne inevitabile. Quando Meisling, che si era ripromesso di non punirlo personalmente, decise di impartire sul giovane trovatello Tuk le punizione destinate a lui, Hans Christian andò in crisi. Tuk era suo amico e vederlo picchiato e vessato per colpa sua lo faceva soffrire, ma d'altra parte non riusciva a frenare la propria natura.
A seguito di una malattia contratta per una severa punizione dovuta ad Andersen, Tuk morì. Hans Christian non se lo perdonò mai e, in onore dell'amicizia con il bambino, al quale era solito narrare storie inventate sul momento, cominciò a coltivare la scrittura di storie per bambini, un genere cui non aveva mai pensato di dedicarsi.
Dopo ulteriori crisi con Meisling che a un certo punto sembrò averlo piegato alla sua disciplina, Hans Christian, spintosi fino ad un tentativo di suicidio, trovò finalmente la sua strada. Il successo, tanto inseguito, e la fama mondiale, però, non cancellerono mai il rimorso per la vita dell'amico Tuk, spezzata prematuramente, anche a causa sua. 

## Produzione
La regia sceglie una chiava dickensiana per narrare le sventure del giovane Andersen, affidandosi a trucchi e costumi di grande livello e ad una fotografia che si esalta in scene di penombra e al lume di candela.

## Riconoscimenti
- International Emmy Awards 2005
  - Miglior serie TV/miniserie[2]
- Shanghai International Film Festival 2005
  - Miglior regista a Rumle Hammerich
  - Migliori costumi a Disa Persson
  - Candidatura a Miglior film
- Premio Robert 2006
  - Migliori costumi a Manon Rasmussen
  - Candidatura per il Miglior trucco a Anne Cathrine Sauerberg e Charlotte Laustsen